# Till, der Junge von nebenan
Till, der Junge von nebenan ist eine Fernsehserie, die am 19. November 1967 im ZDF startete. Die erste eigenproduzierte Jugendserie des ZDF war ein großer Publikumserfolg, der bei der Folge Der Vertrauensbruch (Erstausstrahlung am 17. Dezember 1967) einen Spitzenwert mit 23,48 Millionen Zuschauern, die die Folge einschalteten, erreichte. Aufgrund dieses Erfolgs entschied die Leitung der ZDF-Hauptredaktion Familie und Jugend, jedes Jahr eine neue Jugendserie zu produzieren.

## Inhalt
Die dreizehnteilige, in Schwarzweiß aufgenommene Fernsehserie erzählt die Erlebnisse des Jungen Till Hauser, der mit seinen Eltern in einen anderen Berliner Bezirk zieht und bei seinen neuen Mitschülern Anschluss sucht. Um in deren Clique aufgenommen zu werden, muss Till zunächst eine gefährliche Mutprobe bestehen.
Till ist ein Junge wie viele in seinem Alter. So gerät er hin und wieder mit seinen Eltern aneinander oder mit dem Lehrpersonal der Schule. Er spielt anderen auch gern mal einen Streich, gerät hin und wieder in eine Prügelei und handelt seinem Alter entsprechend auch unüberlegt. Tills beste Freunde sind Kurt und der „Lackaffe“ Albert. Thematisiert wird auch die erste Liebe des Jungen zur umschwärmten Mitschülerin Britta. Tills Vater ist Schriftsteller, der zu Hause arbeitet. Zwischen ihm und seinem Sohn herrscht größtenteils ein freundschaftliches Verhältnis. Zwischen ihnen gibt es ein Ritual, das stets gleich abläuft. Wenn Till Einlass ins Arbeitszimmer seines Vaters begehrt, geschieht das mit den Worten: „Ist es gestattet, Euer Gnaden?“ Daraufhin entgegnet der Vater: „Es ist, es ist!“ Woraufhin Till wissen will: „Haben Euer Gnaden einen fruchtbaren Arbeitstag gehabt?“, und die Erwiderung des Vaters erfolgt: „Oh, Danke, Danke, setze er sich, mein Sohn.“ Wenn Tills Mutter einmal abwesend ist, lassen die zwei auch schon mal Fünfe gerade sein.
In Folge 6, die an Heiligabend spielt, ändert sich für Till einiges, da das bisherige Einzelkind ein Schwesterchen bekommt. Eine neue Situation, auf die Till sich erst einmal einstellen muss, wenn anfangs auch widerwillig.

## Besetzung, Veröffentlichung
Die Fernsehserie war hochkarätig besetzt und für die Mitwirkenden Ilja Richter, Lutz Moik und Susanne Uhlen das Sprungbrett zu einer großen Fernsehkarriere. In Gastrollen waren in den einzelnen Episoden Schauspieler wie Hansi Jochmann, Karin Hardt, Jürgen Scheller, Enzi Fuchs, Evelyn Gressmann, Kurt Pratsch-Kaufmann, Hermann Wagner, Erika Rehhahn und Jürgen von Alten zu sehen.
Die Fernsehserie erschien im Dezember 2007 erstmals auf DVD, herausgegeben von der Polar Film + Medien GmbH. Am 3. März 2023 wurde die 13-teilige Serie vom Pidax Film- und Hörspielverlag innerhalb der Reihe „Serien-Klassiker“ auf DVD veröffentlicht.

## Episoden
1. Die Mutprobe (Sendedatum: 19. November 1967)
2. Rivalen (Sendedatum: 26. November 1967)
3. Der Nikolaus (Sendedatum: 3. Dezember 1967)
4. Der Literaturpreis (Sendedatum: 10. Dezember 1967)
5. Der Vertrauensbruch (Sendedatum: 17. Dezember 1967)
6. Die Kronprinzessin (Sendedatum: 24. Dezember 1967)
7. Der große Freund (Sendedatum: 31. Dezember 1967)
8. Krause ist krank (Sendedatum: 7. Januar 1968)
9. Die Musikstunde (Sendedatum: 14. Januar 1968)
10. Der Esel (Sendedatum: 21. Januar 1968)
11. Mutter macht Ferien (Sendedatum: 28. Januar 1968)
12. Der blaue Brief (Sendedatum: 4. Februar 1968)
13. Der Neue (Sendedatum: 11. Februar 1968)